# Ліщинівська сільська рада
Ліщи́нівська сільська́ ра́да — адміністративно-територіальна одиниця та орган місцевого самоврядування у Христинівському районі Черкаської області. Адміністративний центр — село Ліщинівка.

## Загальні відомості
- Населення ради: 843 особи (станом на 2001 рік)

## Населені пункти
Сільській раді були підпорядковані населені пункти:
- с. Ліщинівка

## Склад ради
Рада складалася з 12 депутатів та голови.
- Голова ради: Шевчук Марія Михайлівна
- Секретар ради: Бондар Ольга Григорівна

### Керівний склад попередніх скликань
| Прізвище, ім'я, по батькові | Основні відомості                                                                                                  | Дата обрання | Дата звільнення |
| --------------------------- | --- | ------------ | --------------- |
| Жавченко Тетяна Василівна   | Сільський голова, 1959 року народження, освіта середня спеціальна, позапартійна                                    | 26.03.2006   | 31.10.2010      |
| Жавченко Тетяна Василівна   | Сільський голова, 1959 року народження, освіта середня спеціальна, позапартійна                                    | 31.10.2010   | 25.10.2015      |
| Шевчук Марія Михайлівна     | Сільський голова, 1957 року народження, освіта вища, член політичної партії Всеукраїнське об'єднання «Батьківщина» | 25.10.2015   |                 |

Примітка: таблиця складена за даними сайту Верховної Ради України та ЦВК

### Депутати VII скликання
За результатами місцевих виборів 2015 року депутатами ради стали:

#### За суб'єктами висування
| Суб'єкт висування | Кількість обраних депутатів | %      |
| ----------------- | --------------------------- | ------ |
| Самовисування     | 12                          | 100.00 |

#### За округами
| № округу | Прізвище, ім'я, по батькові | Ким висунуто  | Дата нар.  | Освіта              | Партійна приналежність | Відомості                                                                       |
| -------- | --------------------------- | ------------- | ---------- | ------------------- | ---------------------- | ------------------------------------------------------------------------------- |
| 1        | Панчук Юлія Михайлівна      | Самовисування | 26.05.1965 | професійно-технічна | безпартійна            | Ліщинівський Будинок культури, директор                                         |
| 2        | Бондар Наталія Андріївна    | Самовисування | 16.12.1962 | загальна середня    | безпартійна            | пенсіонер                                                                       |
| 3        | Панчук Катерина Миколаївна  | Самовисування | 07.11.1969 | загальна середня    | безпартійна            | Ліщинівська сільська рада, землевпорядник                                       |
| 4        | Шевчук Надія Михайлівна     | Самовисування | 29.09.1959 | вища                | безпартійна            | Ліщинівська ЗОШ, директор                                                       |
| 5        | Бондар Ольга Григорівна     | Самовисування | 19.04.1969 | професійно-технічна | безпартійна            | Ліщинівська сільська рада, секретар виконкому                                   |
| 6        | Іздерська Тетяна Андріївна  | Самовисування | 11.02.1968 | вища                | безпартійна            | Ліщинівська сільська рада, спеціаліст ІІ категорії                              |
| 7        | Мельник Юлія Володимирівна  | Самовисування | 24.02.1976 | загальна середня    | безпартійна            | Ліщинівське стаціонарне відділення Христинівського терцентру, молодша медсестра |
| 8        | Бондар Олег Васильович      | Самовисування | 25.03.1959 | загальна середня    | безпартійний           | Ліщинівська ЗОШ, водій                                                          |
| 9        | Шаповал Олена Вікторівна    | Самовисування | 09.04.1973 | професійно-технічна | безпартійна            | Ліщинівське стаціонарне відділення Христинівського терцентру, молодша медсестра |
| 10       | Мартинюк Людмила Іванівна   | Самовисування | 01.02.1974 | загальна середня    | безпартійна            | Ліщинівське стаціонарне відділення Христинівського терцентру, молодша медсестра |
| 11       | Жук Роза Володимирівна      | Самовисування | 07.07.1970 | професійно-технічна | безпартійна            | Ліщинівська амбулаторія, дільнична педіатрична медсестра                        |
| 12       | Костюк Наталія Федорівна    | Самовисування | 22.06.1966 | професійно-технічна | безпартійна            | ДНЗ «Струмочок», завідувачка                                                    |

### Депутати VI скликання
За результатами місцевих виборів 2010 року депутатами ради стали:

#### За суб'єктами висування
| Суб'єкт висування                                       | Кількість обраних депутатів | %    |
| ------------------------------------------------------- | --------------------------- | ---- |
| Партія регіонів                                         | 6                           | 42,9 |
| Політична партія Всеукраїнське об'єднання «Батьківщина» | 3                           | 21,4 |
| Самовисування                                           | 3                           | 21,4 |
| Народна партія                                          | 2                           | 14,3 |

#### За округами
| № округу                                                | Прізвище, ім'я, по батькові     | Дата визнання обраним | Освіта             | Партійна приналежність                        | Відомості про обраного депутата                                         |
| ------------------------------------------------------- | ------------------------------- | --------------------- | ------------------ | --------------------------------------------- | ----------------------------------------------------------------------- |
| Народна Партія                                          |                                 |                       |                    |                                               |                                                                         |
| 1                                                       | Панчук Юлія Михайлівна          | 04.11.2010            | середня            | позапартійна                                  | Ліщинівськийбудиноккультури, директор                                   |
| 6                                                       | Бондар Ольга Григорівна         | 04.11.2010            | середня спеціальна | позапартійна                                  | Ліщинівська сільська рада, секретар                                     |
| Партія регіонів                                         |                                 |                       |                    |                                               |                                                                         |
| 2                                                       | Бондар Олег Васильович          | 04.11.2010            | середня            | член Партії регіонів                          | СТОВ"Ліщинівсь ке", водій                                               |
| 3                                                       | Бондар Наталія Андріївна        | 04.11.2010            | середня            | член Партії регіонів                          | тимчасово не працює                                                     |
| 4                                                       | Подолянець Сергій Володимирович | 04.11.2010            | середня спеціальна | член Партії регіонів                          | СТОВ «Ліщинівське», слюсар молочної ферми                               |
| 9                                                       | Ліснічук Олена Степанівна       | 04.11.2010            | середня спеціальна | член Партії регіонів                          | СТОВ «Ліщинівське», бухгалтер                                           |
| 11                                                      | Дзюбенко Тетяна Михайлівна      | 04.11.2010            | середня спеціальна | член Партії регіонів                          | тимчасово не працює                                                     |
| 13                                                      | Жук Роза Володимирівна          | 04.11.2010            | середня спеціальна | член Партії регіонів                          | Ліщинівська амбулаторія, медсестра                                      |
| Політична партія Всеукраїнське об'єднання «Батьківщина» |                                 |                       |                    |                                               |                                                                         |
| 5                                                       | Шевчук Надія Михайлівна         | 04.11.2010            | вища               | позапартійна                                  | Ліщинівська загальноосвітня школа, директор                             |
| 12                                                      | Мартинюк Людмила Іванівна       | 04.11.2010            | середня            | член Всеукраїнського об'єднання «Батьківщина» | Ліщинівське стаціонарне відділення Христинівського терцентру, санітарка |
| 14                                                      | Федичканич Лариса Іванівна      | 04.11.2010            | середня спеціальна | позапартійна                                  | Ліщинівська амбулаторія, фельдшер-акушер                                |
| Самовисування                                           |                                 |                       |                    |                                               |                                                                         |
| 7                                                       | Демчук Леся Іванівна            | 04.11.2010            | вища               | член Партії регіонів                          | СТОВ «Ліщинівське», інспектор відділу кадрів                            |
| 8                                                       | Мельник Юлія Володимирівна      | 04.11.2010            | середня            | позапартійна                                  | Ліщинівське стаціонарне відділення Христинівського терцентру, санітарка |
| 10                                                      | Шаповал Олена Вікторівна        | 04.11.2010            | середня спеціальна | позапартійна                                  | Ліщинівське стаціонарне відділення Христинівського терцентру, санітарка |